# Aminokwasy egzogenne
Aminokwasy egzogenne (gr. éksō, czyli „na zewnątrz”), aminokwasy niezbędne – aminokwasy, których organizm nie może syntetyzować samodzielnie, więc muszą być dostarczane w pożywieniu, w przeciwieństwie do aminokwasów endogennych.
U różnych organizmów różne aminokwasy można zaliczyć do jednej z tych dwóch grup, ale u większości kręgowców są to aminokwasy te same co u człowieka. Dla roślin podziału takiego nie ma, gdyż wszystkie aminokwasy są przez nie wytwarzane wewnątrz organizmu. Dostępne w literaturze zestawienia aminokwasów endogennych różnią się między sobą. Jedne uwzględniają tylko aminokwasy wchodzące w skład białek (aminokwasy białkowe), a inne również te funkcjonujące w ustroju jako samodzielne związki chemiczne biorące udział w rozmaitych procesach metabolizmu. Rozbieżności dotyczą także tego, czy zaliczać do aminokwasów endogennych te z nich, które wprawdzie mogą być syntetyzowane wewnątrz organizmu, ale tylko w wyniku przekształcenia aminokwasów egzogennych.
Aminokwasy egzogenne dla dorosłego człowieka to:
| Nazwa pełna   | Skrót trzyliterowy | Skrót jednoliterowy |
| ------------- | ------------------ | ------------------- |
| arginina*     | Arg                | R                   |
| fenyloalanina | Phe                | F                   |
| histydyna*    | His                | H                   |
| izoleucyna    | Ile                | I                   |
| leucyna       | Leu                | L                   |
| lizyna        | Lys                | K                   |
| metionina     | Met                | M                   |
| treonina      | Thr                | T                   |
| tryptofan     | Trp                | W                   |
| walina        | Val                | V                   |

* Arginina i histydyna to aminokwasy względnie egzogenne (aminokwasy warunkowo egzogenne) – są wytwarzane w ilości wystarczającej dla człowieka dorosłego, ale zbyt małej dla organizmu rozwijającego się. Arginina jest wytwarzana z ornityny w cyklu ornitynowym, jednak jej większość jest wykorzystywana dalej w tym cyklu, gdzie jest rozkładana do ornityny.
Żywienie pokarmami ubogimi w niezbędne aminokwasy egzogenne może doprowadzić do zaburzeń chorobowych. U innych ssaków zestaw aminokwasów egzogennych może być w części odmienny, na przykład dla kotów niezbędnym aminokwasem jest tauryna.